# ストルム級ミサイル艇
ストルム級ミサイル艇（ノルウェー語: Storm-klasse missilkanonbåter）は、ノルウェー海軍の砲艇・ミサイル艇の艦級。

## 来歴
1959年、次の5ヶ年計画で23隻の砲艇（MGB）の建造が検討されたが、後に建造数は20隻に削減された。まずプロトタイプとして「ストルム」が建造され、1963年2月8日に進水、1963年5月31日に竣工した。1963年から1965年にかけて改修を受けたものの、1965年に退役し、1968年に進水した同名艇によって代替された。

## 設計

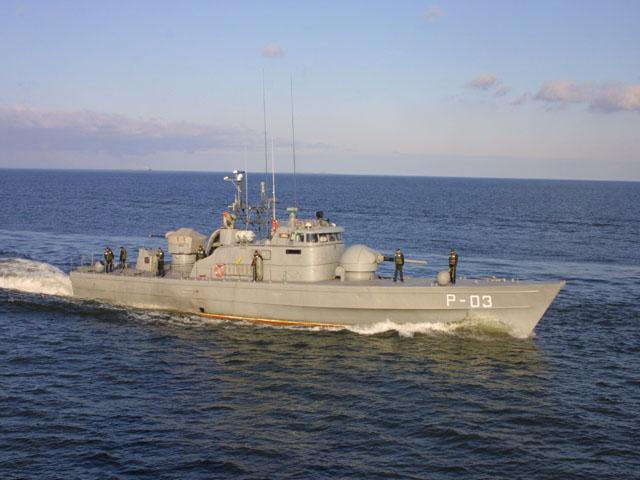
ラトビア海軍での艦影。SSM・FCSともに撤去されている。

船型としては丸型を採用した。主機としては、V型16気筒ディーゼルエンジンであるマイバッハMD872A（後のMTU 16V538 TB9）が搭載された。これは後のスネッグ級およびハウク級でも踏襲された。また「ストルム」は1986年に退役し、ヘデモラ社の2,600馬力のディーゼルエンジンとウォータージェット推進器の実験艇として改装された。
上記の通り、当初は艦砲を主武装とする砲艇として建造されたが、1970年よりペンギン艦対艦ミサイルの単装発射筒6基が搭載され、ミサイル艇としての能力を備えるようになった。また後部の発射筒2基は、必要に応じて爆雷投下軌条に換装できるよう配慮された。艦砲として搭載されたのはボフォース社製の50口径76mm砲で、WM-26と連動したレーダー管制射撃にも対応した自動砲ではあるが、発射速度は毎分30発、最大仰角30度と、基本的には対水上射撃を想定した平射砲であった。なお、後にTVT-300光学方位盤も後日装備された。

## 同型艦一覧
- P960 KNM «Storm»
- P961 KNM «Blink»
- P962 KNM «Glimt»
- P963 KNM «Skjold»
- P964 KNM «Trygg»
- P965 KNM «Kjekk»
- P966 KNM «Djerv»
- P967 KNM «Skudd»
- P968 KNM «Arg»
- P969 KNM «Steil»
- P970 KNM «Brann»
- P971 KNM «Tross»
- P972 KNM «Hvass»
- P973 KNM «Traust»
- P974 KNM «Brott»
- P975 KNM «Odd»
- P976 KNM «Pil»
- P977 KNM «Brask»
- P978 KNM «Rokk»
- P979 KNM «Gnist»